# Миколин Остров (Светлогорский район)
Миколин Остров (бел. Міко́лін Во́страў) — хутор в Светлогорском районе Гомельской области Республики Беларусь. В составе Чирковичского сельсовета.

## География
Расположен на территории республиканского заказника.

## История
28 апреля 2011 года на территории Чирковичского сельсовета образован хутор, присвоено наименование — на русском языке хутор Миколин Остров, на белорусском языке — хутар Мiколiн Востраў. Отнесён к категории сельского населённого пункта. 

## Население

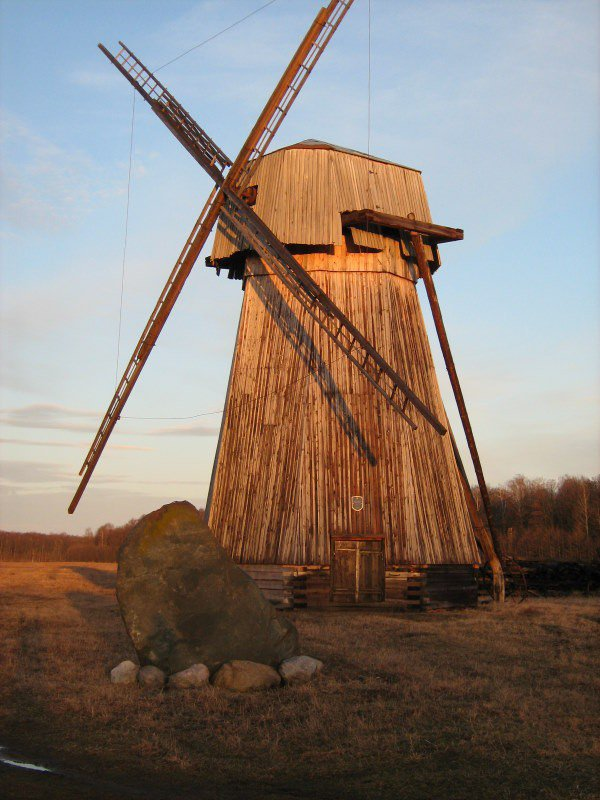
Ветряная мельница, XIX век

### Численность
- 2016 год — 7 человек

### Динамика
- 2016 год — 7 человек

## Инфраструктура
- Агроусадьба «Миколин Остров».

## Достопримечательность
- Деревянная ветряная мельница, XIX век, высота 17 м —  Историко-культурная ценность Республики Беларусь, шифр 313Г000765. В 2005 году перевезена из Мольчи в Миколин Остров, где была собрана в 2009 году. Единственная действующая мельница, памятник белорусского зодчества XIX века. Датой постройки считается 1883 год. Мельница относится к голландскому типу с двумя жерновами.
- На территории агроусадьбы «Миколин Остров» расположен памятник-самолёт Ан-2.
- Памятник природы — дуб (высота 30 метров).
- Бобровая тропа.